# Stranger -Only Tonight-
「Stranger -Only Tonight-」（ストレンジャー・オンリー・トゥナイト）は、日本の歌手である沢田研二の51枚目のシングルである。
1988年10月26日に東芝EMIのイーストワールドレーベルより発売された。

## 解説
- 沢田主演のテレビ朝日系ドラマ『シリーズ・男の決断   ザ・ディーラー』の主題歌に起用され[2]、沢田の全盛期を支えた阿久悠と大野克夫の組み合わせが復活した作品だが、両名のコンビ作は本作が最後となった[注釈 1]。
- CO-CóLO解散からJAZZ MASTER結成に至るまでの短期間に活動していたバックバンドKrís Krínglを率いての作品。同バンドを率いてのアルバムは製作されなかったためか、オリジナルアルバムには収録されていない。

## 収録曲
- 全作詞：阿久悠／作曲・編曲：大野克夫

1. Stranger -Only Tonight-
2. 摩天楼 (Many Years Ago)